# 미디어 소유 구조의 집중화

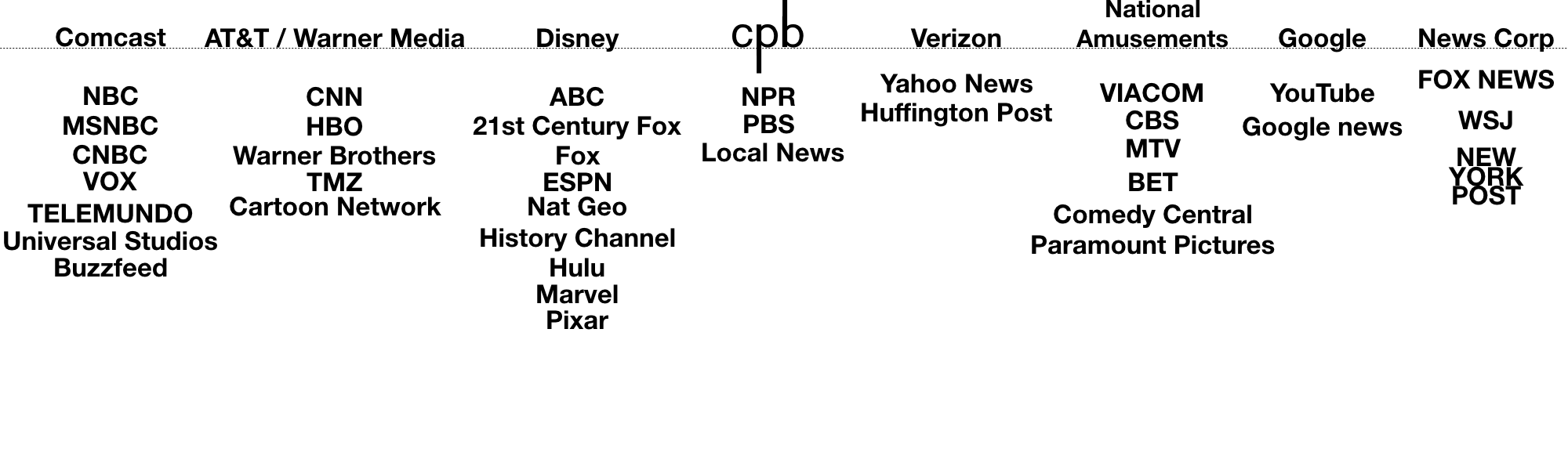
미국의 미디어 소유권 집중을 보여주는 그림

미디어 소유 구조의 집중화 ( 미디어 통합 또는 미디어 융합이라고도 함)는 점진적으로 소수의 개인이나 조직이 더 많은 대중 매체 지분을 통제해 가는 과정을 뜻한다. 최근 연구에서는 이미 상당수 통합되어 극소수의 기업에 의해 지배되고 있는 많은 미디어 산업들을 통해 이러한 소유 구조의 집중화가 높은 수준으로 진행되어 왔음을 보여준다.
전 세계적인 대형 미디어 그룹에는 베르텔스만, 내셔널 어뮤즈먼트(現 파라마운트 글로벌 ), 소니, 뉴스 코프, 컴캐스트, 월트 디즈니 컴퍼니, 워너 브라더스. 디스커버리 채널, 폭스 코퍼레이션, 허스트, 아마존닷컴 ( MGM/UA) ), 그루포 글로보 (남미) 및 라가르데르 그룹이 있다.
2022년 기준 매출액에 따른 가장 큰 규모의 미디어 대기업들에는 컴캐스트, 월트 디즈니 컴퍼니, 워너 브라더스(디스커버리), 파라마운트 글로벌이 있다.

## 합병
미디어 합병은 한 미디어 기업이 다른 미디어 기업을 인수할 때 발생한다. 현재 미국의 미디어 산업 체제는 과점 체제로 평가된다.

### 미디어 무결성에 대한 위협
미디어 무결성에 대한 위협은 소수의 기업 또는 개인이 미디어 산업을 통제할 때 발생한다. 미디어 무결성이란 미디어가 공동의 이익과 민주적 절차에 기여할 수 있는 능력을 의미하며 미디어 산업 내의 제도적 부패와 경제적 영향력, 상호의존성 및 후견주의에 탄련적인 대처가 가능하도록 작동한다.

### 망 중립성에 끼치는 영향
미디어 합병이 발생할 경우 망 중립성은 위험에 처한다. 망 중립성은 인터넷 콘텐츠에 대해 큰 제한을 두지 않는 것을 포함하지만, 소유권을 가진 대기업이 어떤 캠페인을 재정적으로 지원한다면 대체로 정치적인 이슈에 대해 영향력을 끼치는 경우가 많으며, 이는 그들의 수단이나 매개체(컨텐츠) 에도 영향을 끼칠 확률이 높다. 인터넷 사용이나 방송 전파에도 영향력을 행사하는 이런 대기업들은 그들의 정치적인 관점에 치우친 컨텐츠를 만들거나, 반대되는 정치적 관점을 제한적으로 보여줌으로서 망 중립성을 해칠 수 있다.

## 쟁점
미디어 소유 구조가 집중화 되는 현상은 현대 미디어와 사회 문제로 인식되고 있다.

### 언론의 자유와 편집의 독립성
유럽 안보 협력 기구 (OSCE)의 언론 자유 대표부에서 발간한 2003년도 보고서에서 요하네스 폰 도나니는 미디어 시장 집중화가 - 국내 투자자와 해외 투자자를 막론하고 - "미디어 다원주의와 다양성에 위해를 끼칠 수 있는 수평적 통합이나, 신규 경쟁자들을 막는 장벽을 세울 수 있는 수직적 통합을 초래할 수 있기 때문에" "매우 주의 깊게 감시 관찰되어야 한다"고 주장했다.
또한 폰 도나니는 "자유롭고 독립적인 인쇄 매체를 지키고 헌법 민주주의의 초석 중 하나인 전문 저널리즘을 보호하기 위해" 편집의 독립성과, 전문 저널리스트들을 위한 더 나은 노동권 보호, "미디어 통합 과정과 미디어 다원주의, 컨텐츠 다양성과 저널리즘적 자유에 있어서 모든 법과 규정이 이행되고 준수되고 있는지 감시하는" 독립적인 기관들을 위한 명확한 기준들이 있어야 한다고 주장했다.

### 미디어 규제 완화
로버트 W. 맥체스니(Robert W. McChesney)는 미디어 소유 구조의 집중화는 시장 주도적 접근인 신자유주의적 규제 완화 정책에 기인한다고 주장하고 있다.  미디어 기업들의 합병 동기에는 이익률 증가, 위험의 감소, 경쟁력 유지등이 포함되는데, 규제 완화는 이렇게 언론이 상업적으로 이용되는 것을 막는 정부의 규제들을 효과적으로 제거함으로써 기업들의 합병 동기를 부추긴다.
이와 반대로 규제 완화 지지자들은 문화적인 무역 장벽과 규제가 소비자들에게 해를 끼치고 있으며 보조금 형태로 이루어지는 국내의 지원이 각 국가가 영내에서 강력한 미디어 기업들을 발전시키는 것을 저해한다고 주장했다. 더욱이 보호주의에 입각한 규제 정책보다 국경을 개방하는 것이 국가에 더 유리하다는 것은 널리 알려진 사실이기도 하다.
미디어 기업에 대한 규제 완화와 그로 인해 촉발되는 특정 집단의 소유권 집중에 대해 비판하는 사람들은 이러한 규제 완화 추세가 정보의 다양성을 지속적으로 감소시킬 뿐 아니라, 정보 제공자들의 책임마저 감소시킬 것을 우려한다. 이들은 미디어 기업들의 합병의 최종 결과가 미디어 과점 체제의 늘어나는 이익을 해치지 않을만한 정보만 제공하는 몇몇 미디어밖에 존재로 인해 대중은 자의로 매체를 선택할 수 없어 무지해질 것이라고 주장한다.
이런 인식을 가진 비평가들에게 미디어 정책의 규제 완화는 미디어 소유 구조의 집중을 촉진시키는 동시에 주요 미디어 채널을 통해 전달되는 정보의 품질과 다양성을 점차적으로 저해하는 위험한 정책이다. 이들의 주장에 따르면 고도화된 미디어 소유 구조의 집중화는 광범위한 영역의 비판적인 사고에 영향을 끼칠 수 있는 기업에 의한 검열을 초래할 수 있다.

## 미디어 다원주의
미디어 다원주의란 한 사회의 다양한 정치적이나 사회 문화적 관점을 미디어를 통해 실현하기 위한 가치를 의미한다. 권력의 간섭 없이 시민들이 자신의 견해를 내세우고 이를 행동에 옮길 수 있도록 보장하는 것을 의미하는 것이다.
일반적으로 미디어 소유 구조의 집중화는 미디어 다원주의를 저해하는 결정적인 요소 중 하나로 여겨진다. 미디어 시장이 독점 체제에 가까울수록 정치적, 문화적, 사회적 관점의 다양성은 줄어들 가능성이 크다.
미디어 다원주의를 평가하는 데 소유권이 중요한 지표 중 하나이긴 하지만, 미디어 다원주의의 개념은 합병 규제에서부터 편집의 자유, 공영 방송사의 지위, 언론인들의 노동 환경, 미디어와 정치권의 관계, 지역 사회나 소수자들의 목소리를 대표하는 것까지 다양한 개념을 포괄한다.
또한, 미디어 다원주의는 시민들이 몇몇 강력한 세력의 지나친 영향을 받지 않고 대중의 영역에서 다양한 의견들을 형성할 수 있게 하는 다각적인 정보들을 접할 수 있도록 보장하는 모든 수단들까지 포함한 것이다.
더욱이, 미디어 다원주의에는 두 가지 차원, 즉 내적 차원과 외적 차원이 있다. 내적 다원주의는 특정 미디어 조직 내의 다원주의를 말한다: 이 점에서 많은 국가들은 공영 방송사들에게 소수자들의 의견을 포함하여 다양한 관점과 의견을 보여줄 것을 요청한다.
반면 외적 다원주의는 전체 미디어 환경, 즉 예를 들어 어느 국가에서 언론 매체의 수가 얼마나 되는지, 등을 따진다.
미디어 소유권은 소유자가 언론인의 독립성과 편집권을 방해할 때 다원주의에 심각한 문제를 초래할 수 있다.
그러나 자유 시장 경제에서 소유주는 시장에서의 경쟁력을 유지하기 위해 회사의 전략을 결정할 수 있는 권한이 있어야 한다.
또한, 편집 라인이 내부자들과 대중 모두에게 투명하게 공개되어 있더라도 편집자들이 해당 라인에서 중요한 역할을 행사하는 것은 어쩔 수 없는 부분이기 때문에 꼭 다원주의가 중립성이나 의견 부족을 의미하는 것은 아니다.

### 미디어 다원주의의 결정 요인

#### 시장의 규모와 부
"자유 시장 경제 체제에서 미디어 서비스를 제공하는 데 사용할 수 있는 자원의 규모는 해당 경제의 규모와 부, 미디어를 소비하는 주민의 소비 성향에 의해 결정될 것이다." [질리언 도일;2002:15] 영국이나 프랑스, 스페인과 같이 상대적으로 거대한 시장을 가진 국가들은 결과물의 다양성을 지원할 수 있는 더 많은 경제적 토양을 가지고 있으며 시장 내에서 더 많은 숫자의 미디어 기업을 유지할 수 있는 능력 또한 갖추고 있다. (이익을 만들어 내기 더 용이하기 때문에) 더 다양한 결과물과 파편화된 소유권은 미디어 다원주의에 힘을 실어준다.
반대로, 아일랜드나 헝가리같이 시장 규모가 작은 국가들은 더 큰 시장을 가진 다른 국가들에 비해 부족한 다양성으로 인해 어려움을 겪는다. 이것은 적은 숫자의 시청자 수로 인해 "직접적인 결제를 통한 미디어 지원", "소비자 지출 수준", 더 나아가 "광고 지원의 가용성"이 부족하다는 것을 의미한다. [Gillian Doyle; 2002:15]
따라서 전반적으로 시장의 규모와 부는 미디어 생산물과 미디어 소유권의 다양성을 결정한다.

#### 자원 통합
비용 기능의 통합과 비용 분담.
비용 분담은 단일 미디어 및 교차 미디어에서 일반적인 관행이다. 예를 들어, "다품종 TV 또는 라디오 방송사의 경우 공동 소유로 유지되는 서로 다른 서비스 간에 가능한 동질성이 높을수록 (또는 '서로 다른' 방송국 간에 공유할 수 있는 프로그램 일정 내의 요소가 많을수록) 이익을 확보할 수 있는 기회가 더 커진다. 물론 다원주의의 주요 관심사는 다른 소유권 하에 있는 다른 조직이 동일한 뉴스 공급업체로부터 동일한 뉴스 기사를 구매할 수 있다는 것이다. 영국에서 가장 큰 뉴스 공급업체는 The Press Association(PA)다. 다음은 PA 웹사이트에서 인용한 문구다: "PA는 모든 국가 및 지역 일간지, 주요 방송사, 온라인 출판사 및 광범위한 상업 기관에 서비스를 제공한다." 전반적으로 다른 미디어 조직들이 동일한 출처에서 같은 정보를 제공받는 시스템에서는 다원주의가 보장된다고 보기 힘들다.
이 부분에서 결과의 다양성 문제가 중요해진다.

### 미디어 소유권의 다원주의
미디어 민영화와 미디어 콘텐츠에 대한 국가의 지배력 약화는 2012년 이후 지속되고 있다. 아랍 지역에서는 아랍 국가 방송 연합(ASBU)가 아랍 및 국제 위성을 통해 방송하는 1,230개의 텔레비전 방송국을 집계했는데 이 중 133개는 국영 방송국이고 1,097개는 민영 방송국이었다. ASBU 보고서는 이 수치를 국영 채널의 비율 감소와 아랍 지역을 대상으로 한 전국적인 민영 및 외국 공영 방송사의 증가를 뒷받침하는 증거로 사용하고 있다. 대체로 미디어 부문에 대한 정부의 지배력 감소는 긍정적인 측면으로 평가되지만, 아랍 지역의 이러한 경향은 종교적, 종파적인 색채를 띈 매체의 성장과 병행되었다는 점에서 주의깊게 볼 필요가 있다.
아프리카에서는 일부 민간 언론이 정부나 정치인들과 긴밀한 관계를 유지해 왔으며, 정치적으로 편향성을 보이지 않은 개인이 소유한 언론 기관들의 경우에는 많은 경우 국가 기관의 광고 보이콧에 직면하여 생존에 어려움을 겪어왔다. 거의 모든 지역에서는 공영방송들이 자금 확보에 어려움을 겪고 있다. 서부, 중부 및 동부 유럽 에서는 2012년 이후 공영 방송에 대한 자금 지원이 정체되거나 감소하는 추세다.
지난 5년간 등장한 새로운 교차 소유의 방식들은 미디어와 타 산업간의 경계를 어떻게 구분할지에 대해 새로운 질문들을 던져왔다.
이와 관련해 주목할만한 사례는 온라인 소매업체인 Amazon 설립자의 워싱턴 포스트 인수 건이다.  이러한 움직임은 신문의 독립성에 대해 상당한 우려를 불러왔으나, 워싱턴 포스트는 이후 온라인 부문에서 - 그리고 신문 쪽에서도 - 상당한 영향력을 키워왔으며 중요한 혁신을 이뤄냈다.
커뮤니티 중심의 미디어 소유 모델은 일부 지역, 특히 고립된 농촌 지역 또는 소외된 지역에서 대부분 라디오를 통해 유지되고 있다. 이 모델을 통해 비영리 미디어 매체들은 그들이 서비스를 제공하는 커뮤니티에 의해 운영 및 관리되고 있다.

## 국가별 현황

### 호주
호주의 미디어 소유권에 대한 규제는 1992년 제정된 방송 서비스법에 근거를 두며 호주 통신 및 미디어 당국(ACMA)이 관장하고 있다. 그러나 법이 제정되어 있음에도 불구하고 호주는 미디어 소유 구조가 매우 집중화 된 양상을 띈다. 호주 내 여러 주도들에 있는 신문의 소유권은 루퍼트 머독이 소유한 뉴스 코퍼레이션 오스트레일리아 (News Limited로 Adelaide에서 설립되었었다) 와 나인 엔터테인먼트가 장악하고 있다. 이 두 회사는 Seven West Media 그룹과 함께 Australian Broadcasting Corporation (ABC, 호주 공영 방송사)와 다른 미디어 매체들에 뉴스를 배포하고 판매하는 Australian Associated Press를 공동 소유하고 있다.
주요 일상 뉴스의 상당 부분이 호주 AP통신에서 비롯되지만, 여전히 많은 개인 소유의 미디어 매체들은 독점적인 연예 뉴스를 두고경쟁하고 있다. 농촌과 지방의 미디어 매체들은 모든 주와 지역에서 영향력을 행사하는 Australian Community Media 그룹에 의해 지배되고 있다.
Daily Mail and General Trust는 호주의 대도시와 지방에 모두 방송되는 DMG Radio Australia 상업 라디오 네트워크를 운영하고 있다.
1996년 설립된 이래로 DMG Radio Australia는 호주에서 가장 큰 라디오 미디어 회사 중 하나가 되었으며, 현재 뉴사우스웨일주, 빅토리아주, 사우스오스트레일리아주, 퀸즐랜드주, 웨스턴오스트레일리아주에 걸쳐 60개 이상의 라디오 방송국을 소유하고 있다.
호주 미디어에 대한 외국인의 소유권을 통제하는 규정들이 있었으나 이는 Howard 정부에 의해 완화되었다.

Media Watch는 호주의 공영 방송사 중 하나인 Australian Broadcasting Corporation (ABC)에서 방송하는 독립적인 미디어 분석 프로그램이다. 또 다른 공영 방송사로는 Special Braodcasting Service (SBS)가 존재한다.

2011년 9월 14일부터 호주 미디어 산업의 규제에 대한 독립적인 조사가 전 연방법원 판사였던 핀켈슈타인이 이끄는 조사단에 의해 이루어졌다. 이들의 보고서는 2012년 2월 28일 연방 정부에 보고되었다.

### 뉴질랜드
Independent Newspapers Limited (INL)는 1997년에 유료 TV 방송사인 Sky Media Limited의 지분을 다수 매입한 데 이어, Wellington에 기반을 둔 신문인 The Dominion과 The Evening Post를 설립하였다.
이 두 신문은 2002년에 Dominion Post로 합병되었으며 2003년에는 Fairfax New Zealand에 인쇄 매체 부문을 전체 매각하였다.
나머지 부문은 2005년에 Sky Media Limited와 공식적으로 합병되어 Sky Network Television Limited가 되었다.

1991년, INL이 Auckland Star의 발행을 중단하자, The New Zealand Herald는 Auckland 지역의 유일한 일간지가 되었다. 1996년에 The New Zealand Herald와 Wilson & Horton가가 소유하던 New Zealand Listener는 APN News & Media에 매각되었다.
2011년, 오랜 역사를 가진 뉴스 연합체, NZPA는 호주 모회사에서 운영되는 3개의 별도 대행사, APN의 APNZ, Fairfax의 FNZN, 그리고 AAP의 NZN에 운영권을 넘기고 회사를 닫을 것이라고 공식 발표했다.
2014년 APN의 뉴질랜드 사업부는 라디오 사업부인 The Radio Network와의 통합을 계기로 사업명을 NZME로 공식 변경하였다.
2015년 초부터 Fairfax New Zealand 와 NZME는 뉴질랜드의 신문과 잡지 시장을 복점하고 있다.
2016년 5월, NZME와 Fairfax NZ는 합병 절차를 밟고 있으며 상무 위원회의 승인을 기다리고 있다고 공식화했다. 하지만 2018년에 항소 법원에서 "합병으로 인한 폐해가 이득을 적지 않은 차이로 뛰어넘는다"고 판결하여 합병은 무산되었다.
상업 라디오 방송국은 크게 MediaWorks New Zealand와 NZME로 나뉜다. TV3 및 C4 (현재 The Edge TV )를 포함하는 MediaWorks의 TV 사업부는 2020년에 Discovery Networks에 인수되었다. 국가가 100% 소유하고 있는 국영방송인 Television New Zealand는 공공 서비스 지향적인 역할을 하려는 노력에도 불구하고 1980년대 후반부터 거의 전적으로 상업적 기반에서 운영되었다.
이전 공공 서비스 역할을 담당하던 TVNZ7 부문은 2012년에 자금 지원이 갱신되지 않아 방송을 중단했으며, 젊은층을 겨냥했던 TVNZ6는 광고 채널인 TVNZ U로 리브랜드되었다.
또한, 현재 사라진 TVNZ 채널, Kidzone 및 TVNZ Heartland,는 Freeview 플랫폼이 아닌 Sky Network Television을 통해서만 시청이 가능했다.
Sky Network Television은 가장 가까운 라이벌인 Saturn Communications (후에 TelstraClear 의 일부가 되고 현재는 Vodafone New Zealand가 됨)가 2002년 Sky사에 콘텐츠를 도매하기 시작한 이후로 뉴질랜드에서 유료 TV를 독점하고 있다. 그러나 2011년 TelstraClear의 CEO Allan Freeth는 TelstraClear사가 Sky사가 아닌 다른 컨텐츠들을 구매하는 것을 허용하지 않으면 해당 도매 계약을 재고할 수 있다고 경고했다.

### 캐나다
캐나다는 G8 국가 중 TV 소유권이 가장 집중된 국가이며 TV 시청자 수가 2번째로 많은 국가이기도 하다.
캐나다의 방송 및 통신 산업은 시민, 산업, 이익 단체 및 정부의 필요와 이익에 기여하는 것을 목표로 하는 독립적인 기구인 캐나다 라디오 텔레비전 통신 위원회(CRTC)에 의해 규제된다. CRTC는 신문이나 잡지는 규제하지 않는다.
비교적 소수인 커뮤니티 방송사들을 제외하면 Bell Canada, Shaw 가문 (Corus Entertainment와 Shaw Communications를 소유하는), Rogers Communications, 퀘백주, 그리고 연방 정부에 의해 운영되는 CBC/ Radio-Canada 등 몇몇 소수의 그룹이 캐나다의 미디어 산업을 소유하고 있다.

Rogers Communications 로고

이 회사들은 각각 다양한 TV 채널, 전문 TV 채널, 라디오 방송을 가지고 있다.
Bell, Rogers, Shaw, 퀘백주는 인터넷 제공업체, TV 제공업체 및 이동 통신소의 소유권으로 통신 산업에도 영향력을 행사하며 Rogers는 출판 산업에도 참여하고 있다.
2007년, CTVglobemedia, Rogers Media, 그리고 Quebecor는 각각 CHUM Limited, CityTV 및 Osprey Media를 인수하며 크게 확장했다.
2010년, Canwest Global Communications는 파산을 신청하며 Shaw가문에 (새 자회사였던 Shaw Media를 통해) TV 부문을 매각하고, 신문 부문은 National Post의 CEO였던 Paul Godfrey가 설립한 새 회사, Postmedia Network를 세워 기업 분할하였다.
그 해 후반에 Bell은 (2001년에 설립되어 Bell이 과반수 소유하고 있었으나 그 이후에 지분을 줄여가고 있던) CTVglobemedia의 남은 지분을 인수하여 Bell Media를 설립할 것이라고 발표했다.
1990년부터 2005년 사이에 캐나다에서는 수많은 미디어 기업들의 합병 및 인수가 이루어졌다. 예를 들어, 1990년에는 전체 일간지의 17.3%가 독립적으로 운영되고 있었으나, 2005년에는 1%만이 이에 해당했다. 이러한 변화는 2003년 3월에 상원 교통 통신 상임 위원회가 캐나다 뉴스 매체에 대한 연구를 시작하는 계기가 되었다. (이 주제는 과거 데이비 위원회(1970년)와 켄트 위원회(1981년)에 의해 두 번 검토된 바 있는데, 여기서 나온 권장사항들은 어떠한 의미있는 방식으로도 실현되지 못했다.)
2006년 6월에 발표된 상원 위원회의 최종 보고서는 당시 캐나다 뉴스 미디어 소유권 양상이 미치는 영향에 대한 우려를 표명했다. 구체적으로 위원회는 다음과 같은 동향에 대한 우려를 제기했다: 뉴스의 다양성을 제한하고 뉴스 품질을 저하시키는 미디어 소유권 집중의 가능성; 미디어 소유권의 집중을 차단하는데 있어 CRTC와 경쟁국의 비효율성; CBC에 대한 연방 자금 지원 부족과 방송사의 불확실한 권한 및 역할; 언론인 고용 환경의 저해 (고용안정성과 언론의 자유의 훼손, 지적 재산권을 위협하는 새로운 계약상의 문제들을 포함한); 캐나다 교육 및 연구 기관의 부족, 연방 정부가 인쇄 매체를 지원하는 데 있어서의 어려움과 인터넷 기반 뉴스 매체들에 대한 자금 지원의 부재 등이 문제로 제기되었다.
상원 보고서는 특히 Irving 일가가 모든 영자 일간지와 대부분의 주간지를 소유하고 있는 New Brunswick 주의 소유권 집중에 대해 우려를 표명했다. 보고서를 작성한 Joan Fraser 상원의원은 "선진국 어디에서도 New Brunswick 주와 같은 상황을 발견할 수 없었다"고 말했다.
이 보고서는 특정 임계값에 도달할 경우 제안된 미디어 합병을 무조건적으로 검토하게 하는 법률 개정안과 방송 시스템 뿐 아니라 다양한 뉴스와 정보에 접근을 보장하게 하기 위한 CRTC 규정 개정안을 포함한 40개의 권고안과 10개의 제안 (연방정부 관할 외 지역에 한해)을 제시했다.
대중은 소유권의 집중과 그것이 민주주의에 미치는 영향에 대해 질문한다. 캐나다 규제 체계는 (규제, 보조금 및 CBC 운영을 통해) 캐나다 문화의 보호 및 향상에 대한 필요 사항을 제시한다.
1990년대부터 이루어진 미디어/ 뉴스를 '상업'으로 받아들이는 경향성의 증가는 신자유주의의 헤게모니, 경제 성장으로 상품화된 정보 기술의 역할, 캐나다 문화의 민간 부문 "챔피언들" (몇몇 거대 기업들)의 헌신에 의해 주도되었다.

### 브라질
브라질에서는 미디어 소유권의 집중이 매우 일찍 나타난 것으로 보인다. Venício A. de Lima 박사는 2003년에 다음과 같이 언급했다.
브라질에는 집중화가 이루어질 수 있는 매우 좋은 환경이 존재한다. 부문별 입법은 입법자의 의사 표명으로 소유권의 집중을 제한하거나 통제하는 직접적인 조항을 포함하는데 실패하면서 후퇴했는데, 이는 프랑스, 이탈리아, 영국 등의 경우와는 반대의 상황이다. 프랑스, 이탈리아, 영국은 기술 융합의 새로운 상황에서 다양성에 대해 우려를 표명한다— Lobato, Folha de S.Paulo, 10/14/2001

Lima는 또한 방송에서 미디어 집중을 용이하게 만드는 다른 요인들을 지적한다: 방송 조직에서 동일한 소유 집단의 지분 소유를 제한하는 법적 규제의 실패; 5년이라는 짧은 기간에 방송 면허의 재판매가 가능하도록 하는 것; 대형 미디어 기업의 독립 소유 방송국의 인수함으로서 미디어 집중을 가능하게 하는 것; 그리고 전국적인 방송 네트워크 구축에 대한 제한을 두지 않는 것이다. 그는 (브라질 특유의) 수평, 수직, 교차 및 "교차" 집중의 예시들을 제시한다.
- 수평적 집중 : 어떤 지역이나 산업에서 나타나는 과점이나 독점 체제를 뜻하는데, TV는 (유료던 무료던 상관없이) 브라질에서 이러한 체제의 고전적인 예로 통한다. 2002년, 케이블 네트워크 Sky와 NET은 브라질 시장의 61%를 장악했다. 같은 해 전체 광고 예산의 58.37%가 TV에 투자되었는데, TV Globo와 그 계열사들이 이 예산의 78%를 받았다.[38]
- 수직 집중 : 독립 생산자들의 상품을 제거함으로서 생산 및 유통의 여러 단계를 통합하는 것. 브라질에서는 미국과 달리 TV 방송국이 대부분의 프로그램을 제작, 광고, 마케팅하고 배급까지 하는 것이 일반적이다. TV Globo는 수십 개국에 수출되는 연속극으로 유명한데, 여기에 출연하는 배우, 작가 및 전체 제작진은 TV Globo와 영구 계약을 맺고 있다. 최종적으로 제작된 연속극은 Globo Organizations 소유의 신문, 잡지, 라디오 방송국 및 웹사이트를 통해 방송된다.[39]
- 교차 소유 : 동일 소유 집단이 서로 다른 종류의 미디어(TV, 신문, 잡지 등)를 소유하는 것. 처음에 이 현상은 " Diários Associados " 그룹이 중점을 둔 라디오, TV 및 인쇄 매체에서 발생했다. 이후 RBS Group (TV Globo 계열)이 나타나 Rio Grande do Sul 및 Santa Catarina 지역에서 사업을 하게 된다. RBS Group은 라디오 및 TV 방송국과 주요 지역신문을 가지고 있으면서도 두 개의 인터넷 포털을 소유하고 있다. 따라서 이들에게 우호적인 평론가들의 의견은 그룹이 옹호하는 관점을 퍼트리는 데 매우 용이한 다중 매체 시스템에 의해 복제되고 널리 전파될 수 있다.[40][41]
- 독점 "교차" : 교차 소유의 특수성을 지역 수준에서 가지는 것. 1990년대 초에 수행된 연구는 브라질의 26개 주 중 18개 주에서 이러한 특수성을 발견했다.[42] 이 점은 TV Globo처럼 다수의 시청자들을 가지고 있는 TV 채널이나, 가장 큰 유통망을 가진 주요 TV 채널이나 라디오 방송과 연결되어 있는 2개의 일간지를 통해 잘 드러나는데, 이들은 거의 대부분 "O Globo" 신문의 기사와 편집 방식을 똑같이 재생산한다.[43] 2002년에는 (유료 TV를 포함하지 않은) 다른 조사에서 브라질 13개 주요 시장에서의 "독점 교차"를 발견했다.[44]

브라질리아에 있는 유네스코 사무소는 1988년 제정된 브라질 헌법에 정치, 사회적인 측면에서 부합하지 않는 낡은 통신법 (1962)과 미디어를 통제할 독립적인 규제 기관을 세울 능력이 없는 브라질 정부에 대해서 우려를 표명했다.
이러한 우려는 라틴 아메리카 대륙 전체에 널리 퍼진 정치적 좌파의 경향성으로 인식되어 주요 언론은 표현의 자유에 대한 공격이라며 반박해 오기도 했다.

### 유럽

#### 유럽평의회와 유럽연합
1980년 이후 유럽에서는 미디어 소유권의 규제와 미디어 소유권 집중화를 규제하기 위해 채택해야 하는 원칙에 관한 주요한 논의가 이루어져 왔다. 유럽평의회 (CoE)와 유럽연합 (EU)은 집중화 문제에 대한 규제를 포함하여 탁월하면서도 포괄적인 미디어 정책을 수립하려고 노력했다. 그러나 두 기관 모두 유럽 지역 내 공통의 미디어 집중화 규제의 필요성을 표명하면서도 집중화를 규제하는 것보다는 미디어 다양성과 다원성을 강화하는 것에 정책적 주안점을 두었다. 그러나 유럽 연합은 환경 보호, 소비자 보호 및 인권에 대한 공통 규정을 시행하면서도 미디어 다원주의 에 대한 규정은 세우지 않았다.

유럽 평의회의 로고

비록 유럽 전 지역을 포괄하는 수준의 구체적인 미디어 집중화 규제 법안은 없지만, 암스테르담 의정서, 시청각 미디어 서비스 지침 및 조치 프로그램과 같은 기존의 여러 법적 장치는 EU 수준에서 미디어 집중을 억제하는 데 직간접적으로 기여하고 있다.
유럽 국가 공동으로 미디어 소유권 집중화를 규제하는 것에 있어서는 회원국과 유럽 위원회 (EC) 사이에 의견 차이가 있다.

유럽 집행위원회의 로고

회원국들은 비록 미디어 집중에 대한 공동 규제의 필요성에 대해 공개적으로 반대 의사를 표명하지는 않지만, 그들은 각자 본인들이 원하는 규제 방식을 EU 차원에서 통과시키기 위해 노력하고 있으며 미디아 집중 규제에 대한 권한을 EU에 위임하는 것에 있어서는 부정적이다.
미디어 다원주의를 촉진하고 미디어 집중화를 규제하고자 하는 유럽 평의회의 계획은 1970년대 중반부터 시작됐다. 그 때부터 여러 결의안과 권고안들, 유럽 평의회의 각료 위원회 선언 및 전문가들의 연구에서 이러한 문제들을 다뤄왔다. 위원회는 주로 여러 아이디어와 의견을 확보할 수 있는 미디어 컨텐츠의 다양성의 측면에서 미디어 다원주의를 확립하고 보호하는 방식으로 문제에 초점을 맞춰왔다.
유럽 연합 내에서 토론을 통해 두 가지 주요 견해가 도출되었다:
하나는 유럽 의회가 민주주의 시스템에서 미디어가 수행하는 기능이 얼마나 중요한지를 고려했을 때 이 분야의 정책이 다원주의와 다양성을 보장하기 위해 지나친 미디어 집중은 방지해야 한다는 의견을 선호해 왔다는 것이다.
다른 하나는, 유럽 위원회가 다른 어떤 산업 분야와 마찬가지로, 시장 조화와 자유화의 원칙을 따르기 위해 미디어 분야도 마찬가지로 규제되어야 한다는 입장을 우선시 한다는 것이다.
실제로 미디어 집중 문제는 일반적인 경쟁 정책과 특정 미디어 부문 규제, 양 쪽 모두를 통해 다뤄질 수 있다. 일부 학자들은 현대 미디어의 중요성을 감안할 때 미디어 산업의 부문별 경쟁 법률이 강화되어야 한다고 주장한다.  유럽 연합 내에서, 4064/89/EEC 규정은 유럽 경쟁 법률의 일부로 기업 간 합병 통제 뿐만 아니라 미디어 집중 사례도 다뤘다. 부문별 규제의 필요성은 미디어 학자들과 유럽 의회 모두에 의해 널리 지지되어 왔다. 1980년대에 국경을 초월하는 TV 방송에 관한 법률을 준비할 때 많은 전문가들과 유럽 의회의 의원들은 EU 지침에 미디어 집중에 관한 조항을 포함하는 것을 주장했지만 이러한 주장은 기각되었다. 1992년, 유럽공동체 위원회는 "내부 시장의 다양성과 미디어 집중 – 공동체 조치의 필요성에 대한 평가"라는 정책 보고서를 발표했다. 이 보고서는 공동체 수준에서 미디어 집중 규제 문제를 다루는 세가지 옵션, 즉 특별한 조치를 하지 않거나, 투명성 규제 조치를 내리거나, 법률 조화 조치를 내리는 것에 대해 설명했다. 제안된 옵션들 중에서 첫 번째 옵션이 채택되었지만 이 결정에 대한 논쟁은 수년 동안 지속되었다. 미디어 집중을 규제할 수 있는 의회 규제는 옵션에서 제외되었고 1990년대 중반에 제안된 미디어 집중 지침에서의 두 가지 제안은 위원회의 지지를 받지 못했다. 결과적으로 지역 사회 차원에서 미디어 집중 규제를 법제화하려는 노력은 1990년대 말까지 단계적으로 중단되었다.
현대 언론의 중요성을 생각했을 때, 일반적인 경쟁 법률을 넘어서 언론 분야의 집중을 규제하는 법률이 따로 필요하다는 주장이 널리 형성되었음에도 불구하고, 디지털 환경과 미디어 융합으로 인한 특이한 방식의 언론 변화로 인해 이러한 주장은 최근 몇 년동안 반대에 직면하고 있다. 실제로 최근 몇 년간 일부 유럽 국가들에서는 미디어 부문의 집중 규제가 폐기되기도 하였다.
이에 대해 학자 Harcourt와 Picard는 "미디어 소유권에 대한 규칙과 규제를 제거하는 것은 유럽의 '챔피언들', 언론 대기업들이 미국 기업들의 위협을 함께 막아내야 한다는 생각에서 만들어진 경향성이다"라며, "이 경향성은 소유권 규제를 푸는데 가장 주요한 주장으로 쓰여왔다"고 주장했다.
2002년 유럽 의회는 유럽 수준에서 미디어 집중 규제 노력을 활성화하기 위해 노력했으며, 유럽 위원회가 미디어 다원주의와 미디어 집중에 대해 광범위하고 포괄적인 협의를 시작하도록, 그리고 2003년 말까지 Green Paper (보고서)를 준비하도록 촉구한 미디어 집중에 대한 협의안을 채택했다. 유럽 위원회는 이 기한을 지키지 못했다.
그 후 몇 년 동안 2007년에 유럽 의회와 위원회에 의해 채택되었던 '국경 없는 TV 지침'을 개정하는 과정에서 미디어 집중 문제가 논의되었지만 논쟁의 핵심이 되지는 않았다. 2003년 유럽 위원회가 발표한 "유럽 시청각 정책의 미래"라는 정책 문서에서는 미디어 다원주의를 보장하기 위해 "언론사들의 최대 지분율을 정함으로서 여러 언론사들을 동시에 누적 지배하고 운영에 참여하는 것을 막는 방향으로" 미디어 집중을 제한하는데 정책적 목표를 두어야 한다고 강조했다.
2007년에는, 미디어 집중과 그것이 각각의 EU 국가의 미디어 다원주의와 표현의 자유에 끼치는 영향에 대한 우려가 유럽 의회와 NGO에 의해 제기되어, 유럽 위원회가 미디어 다원주의에 관한 3가지 단계의 새로운 계획을 제시하게 된다.
2009년 10월, 유럽 연합 지침은 모든 회원국이 언론 다원주의와 표현의 자유에 관해 공통되고 상향된 기준을 세울 수 있도록 만들어졌다. 이 지침은 유럽 의회에서 표결이 진행되었으나 단 3표 차이로 부결되었다. 이 지침은 진보적인 중도파, 진보파, 녹색당의 지지를 받았던 데 반해 유럽 인민당의 동의는 받지 못했다. 놀랍게도 아일랜드 자유당은 다른 국가의 자유당들과는 달리 이 지침에 반대표를 던졌는데, 이후에 이들은 이에 대해 아일랜드 우익 정부의 압력이 있었다고 밝혔다.
이 지침에 반대하면서 예외를 만들었으며 이들은 이후에 아일랜드 우익 정부로부터 압력을 받았음을 밝혔다.
이 논쟁 이후, 유럽 위원회는 유럽의 언론 다양성을 평가하기 위해 필요한 기준들을 설정하기 위해 2009년에 대규모 심층 연구를 의뢰하게 된다.
"회원국의 미디어 다원주의 지표에 대한 독립적 연구 - 위험 기반 접근법"은 표본 지표들을 제시하고 27개 EU 회원국들의 국가별 보고서를 발표했다.
수년간의 개선과 예비 테스트가 이루어진 이후, 해당 연구는 언론 다양성 모니터링 프로그램 (MPM)의 개발로 귀결되었다. MPM은 피렌체에 위치한 유럽 대학 연구소의 미디어 다원주의와 자유 센터를 통해 매년 수행되며, 미디어 소유권의 집중 등 미디어 다원주의에 영향을 끼치는 여러 측면을 고려한다. 특정 국가의 미디어 소유권 집중이 실제 언론 다양성을 해치는지 평가하기 위해, MPM은 3가지 구체적인 요인을 고려한다:
- 수평 집중화는 (신문이나 시청각 매체 등과 같은) 특정 미디어 부문 내에서 미디어 소유권이 집중되는 것을 의미한다.;
- 교차 미디어 집중화는 서로 다른 미디어 부문 간에 미디어 소유권이 집중되는 것을 의미한다;
- 미디어 소유권의 투명성.

2015년 유럽 19개 국가에서 MPM이 실시되었다. 이렇게 미디어 시장 집중도를 모니터링한 결과, 핀란드, 룩셈부르크, 리투아니아, 폴란드, 스페인의 5개 국가가 고위험군인 것으로 파악되었다. 중간 위험군은 체코, 독일, 아일랜드, 라트비아, 네덜란드, 포르투갈, 루마니아, 스웨덴의 9개 국가였다. 마지막으로 저위험군 국가는 크로아티아, 사이프러스 공화국, 몰타, 슬로베니아, 슬로바키아의 5개국 뿐이었다. 2014년에 실시된 모니터링에서는 벨기에, 불가리아, 덴마크, 프랑스, 헝가리, 이탈리아, 영국의 7개 국가에서 관객 집중도가 위험성이 높은 것으 평가되었다.

#### 범유럽 정당
유럽의 시청각 서비스와 기업에 대한 무료 온라인 데이터베이스인 MAVISE에 의해 수집된 데이터를 기반으로 한 2016년 보고서는 방송 분야에서 범유럽 미디어 기업의 숫자가 증가하는 것을 강조하며 이 기업들을 여러 다양한 카테고리로 묶는다: 이 기업들은 "여러 국가 시장에서 중요한 역할을 하는 채널을 소유하고 있는" 다국적 미디어 그룹이며, 예시로는 (모던 타임스 그룹, 중앙유럽 미디어기업유한공사(CME), 10개국에서 사업을 영위하는 룩셈부르크 기반의 미디어 그룹인 RTL 그룹과 핀란드의 사노마 그룹) 등이 있다.
이런 그룹들은 일반적으로 그들이 사업을 운영하고 있는 국가에서 높은 시장 점유율을 기록하며 기존 채널의 인수 또는 사업을 하고 있지 않았던 새로운 국가에 회사를 설립함으로써 점진적으로 부상해왔다. 사노마 그룹은 19개 유럽 국가의 시청자 점유율에서 4위 안의 순위를 차지하고 있고, RTL그룹과 CME, 모던 타임스 그룹은 17개 국가에서 시청자 점유율 4위 안에 드는 주요한 미디어 기업들이다. 범유럽 방송사들은 유럽 전역에서 독특한 정체성과 잘 알려진 브랜드를 통해 사업을 진행한다. 이들 대부분은 미국에 본사를 두고 있으며 유럽 시장에서 점진적으로 확장해왔다. 대부분의 경우, 이러한 그룹들은 콘텐츠 제작자에서 발전하여 그들의 기존 브랜드 이름을 채널명으로 사용하며 콘텐츠를 제공해왔다.
이러한 범유럽 그룹의 예로는 워너 브라더스. 디스커버리, 파라마운트 글로벌 및 월트 디즈니 컴퍼니가 있다. 범유럽 유통 그룹(케이블 및 위성 사업자)은 케이블, 위성 또는 IPTV를 통해 유통 부문에서 유럽 전역에서 운영되는 기업들이다. 이 분야의 주요 기업들 등장은 디지털화와 특정 규모의 경제의 이점 덕분에 가능했다.

#### EU 회원국

##### 체코
2007년 기준으로 체코에서 발행되는 신문과 잡지의 80%는 스위스와 독일의 기업들이 소유하고 있었다. 체코의 블라타 라베 미디어(VLM)와 Mafra라는 양대 미디어 그룹은 독일 기업인 Rheinisch-Bergische Druckerei- und Verlagsgesellschaft (Mediengruppe Rheinische Post)이 (전체 혹은 부분적으로) 가지고 있었는데, Agrofert와 Penta Investments라는 체코의 대기업들이 각각 2013년과 2015년에 Mafra와 Vlatava Labe Media를 인수하여 소유권이 체코 기업으로 넘어갔다. 또한 스위스 기업인 Ringier의 소유였던 몇몇 대형 언론들은 2013년 Czech News Center에 의해 인수되어 체코 기업의 소유로 바뀌었다.

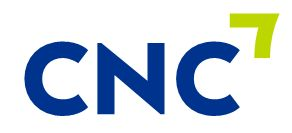
체코 뉴스 센터 로고

- VLM은 펜타 인베스트먼트의 자회사로 ŠÍP 및 ŠÍP EXTRA(타블로이드)를 보유하며, 73개의 지역 일간지 Deník 및 기타 26개의 주간지를 오너이자[57][58] 출판사 Astrosat 및 Melinor 의 대주주,   그리고 Metropol[59]의 100% 소유자이다.[60] 또한 VLM은 (독일사 Neue Presse Verlags, 폴란드사 Polish Polskapresse, 슬로바키아사인 Petit Press를 소유하는) 독일의 Verlagsgruppe Passau사 일부였던 PNS를 통해 모든 출판물의 발행을 부분적으로 통제한다.[61]
- Agrofert의 자회사인 Mafra는 중도 우파 일간지인 Dnes, Lidové noviny,[62] Freesheet Metro 의 지역판, 정기 간행물 14dní, 여러 월간 잡지, TV 음악 채널 Óčko, 라디오 방송국 Expresradio 및 Rádio Classic FM과  여러 웹 포털을 소유하고 있으며 VLM과 함께 유통 회사 PNS를 부분적으로 통제한다.[63][64][60] Mafra는 Agrofert에 인수 되기전에 독일사 Rheinisch-Bergische Bruckerei- und Verlagsgesellschaft의 소유였다.
- Czech News Center는 16개의 체코 일간 타블로이드 및 주간지(예: 24 hodin, Abc, Aha!, Blesk, Blesk TV Magazin, Blesk pro ženy, Blesk Hobby, Blesk Zdravi, Nedělní Blesk, Nedělní Sport, Reflex, Sport, Sport Magazin ) 뿐 아니라 7개의 웹 포털을 운영하며 약 320만 명의 독자를 얻었다.

체코 정부는 외국 자본의 자국 언론사 소유를 자본의 자유로운 이동 원칙의 일환으로 판단하여 합당하다고 주장해왔다.
주간 Respekt는 R-Presse 에 의해 발행되는데, R-Press 지분의 대부분은 전 체코 외무장관 카렐 슈바르첸베르크(Karel Schwarzenberg) 가 소유하고 있다. 체코의 TV 시장은 네 개의 지상파 방송국에 의해 지배 되고 있는데, 그 중 두 개는 공영 방송사인 Czech TV1와 Czech TV2, 나머지 두 개는 민영 방송사인 NOVA TV와 Prima TV로 이 4개의 방송사가 전체 시청자의 95%를 점유하고 있다. 체코 언론의 다양성은 여러 요인에 의해 제한되고 있다: 체코 언론인들에 대한 낮은 수준의 전문 교육으로 인해 나타난, 접근 방식의 일관성을 보이게 만드는 "비공식적 전문화"; 16%의 언론인이 좌파 성향을 보이는 데 반해 50% 이상의 언론인이 우파 성향을 보이는 인쇄 매체에서 특히 두드러지게 나타나는 정치권과의 강한 유대성; 그리고 상업화 및 " 대중화" 과정의 증가로 인한 체코 인쇄 매체의 콘텐츠 차별화 저조. 등의 요인이 있다.

##### 독일
악셀 스프링거 AG(Axel Springer AG)는 유럽에서 가장 큰 신문 출판사 중 하나로 유럽의 30개 이상의 국가에서 150개 이상의 신문과 잡지를 보유하고 있다고 한다. 1960년대와 1970년대에 이 회사의 언론은 공격적인 보수 정책을 따랐다. (Springerpresse 참조).
ASAG는 독일 유일의 전국 발행 타블로이드지인 빌트(Bild) 와 독일에서 가장 중요한 브로드시트 중 하나인 디 벨트(Die Welt)를 발행한다. Axel Springer는 또한 작센주(Saxony)와 함부르크 광역권(Hamburg Metropolitan Region)에서 다수의 지역 신문을 소유하고 있으며 함부르크 광역권의 경우 ASAG가 실질적인 독점권을 행사한다. 2006년 독일의 양대 민영 TV 그룹 중 하나인 프로시벤사트1(ProSiebenSat.1)을 인수하려는 시도는 규제 당국과 대중으로부터의 큰 우려로 인해 철회되었다. 이 회사는 헝가리에서도 지역 신문의 가장 큰 발행인으로서 사업을 영위하며, 폴란드에서는 베스트셀러 타블로이드인 팩트(Fakt)와 폴란드의 중요 브로드시트인 Dziennik를 보유하고 있을 뿐 아니라 폴란드에서 두 번째로 큰 민영 방송사인 폴자츠(Polsat)의 최대 주주 중 하나이다.
베르텔스만(Bertelsmann)은 세계 최대의 미디어 회사 중 하나다. 이들은 독일과 네덜란드에서 주요한 양대 민영 TV 방송사 중 하나이면서 벨기에, 프랑스, 영국, 스페인, 체코, 헝가리에서도 자산을 소유하고 있는 RTL Group을 가지고 있다. 또한 베르텔스만(Bertelsmann)은 인기 잡지 슈테른(Stern)과 탐사 뉴스 잡지 슈피겔(Der Spiegel)의 지분 26%을 보유한 독일의 가장 큰 대중 매거진 출판사인  Gruner + Jahr를 소유하고 있다. 또한 책 출판사인 랜덤 하우스(Random House)도 소유하고 있는데 이 출판사는 영어권에서는 1위, 독일에서는 2위를 차지하고 있다.

##### 아일랜드
아일랜드에서는 Independent News &amp; Media가 Evening Herald, Irish Independent, Sunday Independent, Sunday World 및 Irish Daily Star 와 같은 많은 전국 신문 뿐 아니라 Sunday Tribune 의 지분 29.9%도 소유하고 있다. 아일랜드의 방송 매체는 여러 라디오 방송국 및 TV 채널을 운영하고 2010년대 초부터 디지털 라디오와 TV 서비스를 시작한 국영 방송사 RTÉ와 아일랜드어 방송사인 TG4, 상업 TV 방송사인 TV3로 나뉘어져 있다.
아일랜드 출신 억만장자인 데니스 오브라이언(Denis O'Brien)은 이사트 디지폰 라이센스 사건을 통해 축적한 재산으로 1989년 Communicorp Group Ltd를 설립했으며, 현재 이 회사는 아일랜드의 Newstalk, Today FM, 더블린의 98FM, SPIN 1038 및 SPIN South West 를 비롯하여 유럽 8개국에서 42개의 라디오 방송국을 소유하고 있다. 2006년 1월, 오브라이언은 토니 오렐리 (Tony O'Reilly)에게서 Independent News & Media (IN&M)의 지분을 인수했다. 2012년 5월 기준으로 오브라이언은 IN&M의 지분 29.9%를 보유한 최대 주주이며, 오렐리 가족의 지분은 약 13%이다.

##### 이탈리아
실비오 베를루스코니(Silvio Berlusconi)는 이탈리아의 전 총리로 이탈리아에서 가장 큰 (실질적으로 유일한) 무료 사설 TV 회사인 메디아세트(Mediaset)와 이탈리아의 최대 출판사인 몬다도리(Mondadori), 그리고 이탈리아의 최대 광고 회사인 푸블리탈리아(Publitalia)의 주요 주주이다. 한편 이탈리아에서 발행되고 있는 전국 일간지 중 하나인 일 조르날레(Il Giornale)는 그의 형제인 파올로 베를루스코니(Paolo Berlusconi)가 소유하고 있으며, 또 다른 일간지 일 폴리오(Il Foglio)는 그의 전 부인인 베로니카 라리오(Veronica Lario)가 소유하고 있다.  베를루스코니는 자신이 소유한 언론 매체를 이용해 정치 경력을 쌓았다는 비판을 자주 받아왔다.

#### 영국
영국과 아일랜드에서 루퍼트 머독은 베스트셀러 일간지인 The Sun 과 브로드시트 The Times 및 Sunday Times를 소유하고 있으며 위성 방송 네트워크 BSkyB의 지분 39%도 소유하고 있다. 2011년 3월, 영국은 머독이 BSkyB의 나머지 지분 61%를 인수하는 것을 조건부로 승인했다. 그러나 News of the World의 도청 스캔들 및 2011년 7월 폐간 등의 일련의 사건들이 레베슨 조사로 이어지면서 이 인수가 중단되었다. 2019년에는 영국 정부가 스카이(SKY)의 신규 인수를 공식적으로 승인했지만(스카이 뉴스의 분할을 조건으로), 폭스는 미국의 대기업인 컴캐스트에 밀려 입찰에 실패했다.
리치(Reach plc)는 데일리 미러(Daily Mirror), 선데이 미러(Sunday Mirror) 및 선데이 피플(The Sunday People), 그리고 스코틀랜드 선데이 메일(Scottish Sunday Mail) 및 데일리 레코드(Daily Record)를 포함한 다섯 개의 대표적인 국가 지면 신문을 소유하고 있으며 100개 이상의 지역 신문도 보유하고 있다. 이 회사는 매월 7,300만명의 디지털 이용자를 보유하고 있다고 주장하고 있다.
데일리 메일 앤드 제너럴 트러스트(DMGT)는 데일리 메일(Daily Mail) 및 더 메일 온 선데이(The Mail on Sunday), 아일랜드 온 선데이(Ireland on Sunday) 및 런던 지역의 무료 일간지인 메트로(Metro)를 소유하고 있으며 자회사인 노스클리프 미디어(Northcliffe Media)를 통해 지역 매체의 상당 부분을 통제하고 ITN 및 GCap Media의 다수 지분을 보유하고 있다.
가디언(Guardian)은 가디언 미디어 그룹 이 소유하고 있다.
리차드 데즈몬드(Richard Desmond)는 OK! 매거진, 데일리 익스프레스, 데일리 스타를 소유하고 있다 . 그는 과거 채널 5를 소유했었지만, 2014년 5월 1일에 바이아컴(Viacom)이 4억 5천만 파운드(약 7억 5천 9백만 달러)에 채널을 인수했다. 
영국계 러시안 언론 회장 이브게니 레베데프(Evgeny Lebedev)는 THE Evening Standard와 전 인쇄 발행 매체인 The Independent를 부분적으로 소유하고 있다
BBC 뉴스는 텔레비전 채널 과 여러 라디오 방송국에서 뉴스를 생산한다.
ITN은 ITV, 채널 4와 채널 5의 뉴스를 제작한다.
ITN은 Sky News와 계약을 맺고 가장 인기 있는 상업 라디오 방송국들을 위해 뉴스를 제작한다.

### 인도
인도에서는 일부 정당들이 미디어 기관을 소유하기도 한다. 예를 들어, 칼라이그나 TV 의 소유주들은 과거 타밀나두주의 주총리를 역임한 M. 카루나니디 의 최측근이다. 선 TV(인도) 도 마찬가지.
국회의원이면서 SRM 대학 소유주인 Pachamuthu는 Pudhiyathalaimurai News Channel의 지분을 보유하고 있다. 타밀나두 주의 지역 정당인 AMMK의 총비서인  TTV Dinakaran과, MLA 측근들이 Jaya TV를 운영한다. 안드라 프라데시 (Andhra Pradesh)의 텔레구 (Telugu) 언어 채널인 Sakshi TV는 전 총리의 아들과 가족이 소유하고 있다.

### 이스라엘
이스라엘에서 Arnon Mozes는 이스라엘 전역에서 보급되는 히브리어 신문인 Yediot Aharonot와 가장 많이 보급되는 러시아 신문 Vesty, 가장 인기 있는 히브리어 뉴스 웹 사이트 Ynet를 소유하고 있으며 케이블 TV 회사 HOT 의 지분 17%도 가지고 있다. 또한 Mozes는 이스라엘에서 가장 인기 있는 채널인 Channel 2의 두 소유 기업 중 하나인 Reshet TV 회사를 소유하고 있다.

### 멕시코
멕시코에는 텔레비사 (Televisa) 와 TV아즈테카 (Azteca) 라는 두 개의 국영 방송사만이 존재한다. 이 두 방송사는 멕시코 전역의 상업 TV 방송국 461개 중 434개(94.14%)를 운영한다.
한동안 산업이 복점 형태로 운영되는 것에 대한 우려가 계속되었고, 2006년 연방 라디오 및 TV 법안에 대한 개혁이 Cadena Tres와 같은 새로운 경쟁자의 시장 진입을 심각하게 침해하자 언론계에서의 소요는 정점을 찍었다.
텔레비사는 또한 유료 구독 TV 기업인 Cablevision (Mexico)과 SKY, 출판사 Editorial Televisa와 방송 라디오 네트워크를 가지고 있는 텔레비사 라디오를 소유함으로서 멕시코의 많은 지역에서 사실상의 독점 체제를 구축했다.

### 미국

#### 최근 미국에서의 미디어 합병
프루갈 대드(Frugal Dad)의 Jason이 제작한 인포그래픽에 따르면 1983년에는 미국 전체 미디어의 90%가 50개의 기업에 의해 통제되었지만 2011년에는 전체 미디어의 90%가 단 6개의 기업에 의해 통제되고 있는 것으로 나타났다. 6개의 기업 중 하나인 뉴스 코퍼레이션은 2013년 6월 28일에 출판 자산과 호주 미디어 자산을 뉴스 코프에, 방송 및 미디어 자산을 21세기 폭스에 넘기며 두 개의 별도 법인으로 나누어졌다.

#### 영화 산업
미국에서는 20세기 초부터 영화 제작이 대형 스튜디오에 의해 지배되어왔다. 그 이전에는 에디슨의 트러스트가 영화 산업을 독점하던 시기가 있었다. 최근 음악 및 TV 산업에서는 미디어 합병 사례가 나타나고 있는데, 소니 뮤직 엔터테인먼트의 모회사가 음악 사업부를 베스텔스만AG의 베르텔스만 뮤직 그룹과 합병하여 소니 BMG를 결성하고 트리뷴의 The WB 와 CBS 코프의 UPN이 합병하여 The CW를 구성했다.
소니 BMG의 경우 주요 음반 회사로 구성된 "빅 파이브 (Big Five)"(지금의 "빅 포(Big Four)")가 존재했던 반면에, The CW의 창립은 시청률을 통합하여 미국 네트워크(지상파)의 "Big Four"에 맞서려는데 목적이 있었다. (Big Four중 하나인 CBS가 부분적으로 The CW를 가지고 있는데도 불구하고)
텔레비전에서 100개가 넘는 방송 및 기본 케이블 네트워크가 폭스 코퍼레이션, 월트 디즈니 컴퍼니(ABC, ESPN, FX 및 Disney 브랜드를 포함), 내셔널 어뮤즈먼트(파라마운트 글로벌 소유), 컴캐스트(NBC유니버설 소유), 워너 브라더스 디스커버리, E.W 스크립스 컴퍼니, 케이블비전(현재 알티스 USA로 알려진)과 이들의 몇몇 조합에 의해 소유되고 있다.
광범위한 소유권을 가진 오너들이 과점이나 독점의 원인이 되지 않는 경우도 존재한다.
아이하트미디어 (이전의 Clear Channel Communications)는 1996년 통신법이 제정된 이후 미국 전역의 많은 라디오 방송국을 인수하여 1,200개 이상의 방송국을 소유하게 되었다. 하지만 미국이나 다른 지역의 라디오 방송 산업은 그러한 오너쉽의 존재와는 상관없이 과점 체제로 여겨질 수 있다. 라디오 방송은 FCC로부터 특정 지역의 특정 주파수 대역을 사용할 수 있도록 허가받아 지역적인 범위에서 송출되기에 어떤 지역에서든 제한된 수의 방송국이 서비스를 제공할 수 밖에 없기 때문이다. 대부분의 국가에서, 이러한 허가 시스템은 지역적인 과점 체제를 만들어낸다. 대규모 소유주가 존재하는 TV 방송, 케이블 시스템, 그리고 신문 산업에서도 이와 비슷한 시장 구조는 존재한다. 소유권 집중은 이와 유사한 구조를 가진 산업에서 자주 발견된다.

#### 소유권이 보도 범위에 미치는 영향
2020년 기사에서 Herzog와 Scerbinina는 모회사인 Time Warner와 AT&T 간의 합병 가능성에 대한 2017년 CNN의 보도가 "자기 중심적이고 자기 홍보적이며 자기 합법화"되었다고 주장했다.

### 베네수엘라
베네수엘라의 TV 및 라디오 방송국의 약 70%는 사적 소유 구조를 가지며 현재 국영 방송국의 점유율은 약 5% 이하다. 나머지 방송국은 대부분 지역사회에서 운영 중이다. VTV는 약 10년 전까지 베네수엘라의 유일한 국영 TV 채널이었는데, 그 이후 10년이 지난 현재까지 베네수엘라 정부는 5개의 국영 채널을 더 운영하고 소유하고 있다.
라디오 부문에서는 상업 미디어가 시장을 완전히 지배하고 있다. 그럼에도 베네수엘라 정부는 많은 수의 라디오 쇼와 TV 방송국에 자금을 지원하고 있다. 베네수엘라의 주요 신문들은 정부를 자주 비난하는 민간 기업이다. 이 신문들은 베네수엘라에서 발행되고 있으며 구독자가 많지 않다.

## 같이 보기
- 의제설정 이론
- 대안언론
- 빅3(ABC,CBS,NBC)
- 규제 완화
- 민주적 후퇴(독재화)
- 표현의 자유
- 출판의 자유
- 조정
- 기업의 자산 목록
- 지역 뉴스
- 주류 미디어
- 매체 편향
- 미국의 미디어 교차 소유권
- 미디어 민주주의
- 미디어제국주의
- 여론 조작
- 미디어 소유자
- 미디어 투명성
- 지식의 독점
- 망 중립성
- 레거시 미디어
- partido da imprensa golpista
- 정치-미디어 콤플렉스
- 프로메테우스 라디오 프로젝트
- 선전 모델
- 소매 집중
- 국영 미디어
- 1996년 미국의 전기통신법
- 서방 언론
- 유럽의 미디어 소유권의 투명성

1. ↑  Steven, 2009: p. 19
2. ↑  Downing, John, 편집. (2004). 《The SAGE Handbook of Media Studies》. SAGE. 296쪽. ISBN 978-0-7619-2169-1.
3. ↑  Lorimer, Rowland; Scannell, Paddy (1994). 《Mass communications: a comparative introduction》. Manchester University Press. 86–87쪽. ISBN 978-0-7190-3946-1.
4. 1 2  “Global Media”. 《New Internationalist》. April 2001. 2009년 10월 10일에 확인함.
5. 1 2  “Ultra Concentrated Media - Facts”. 《New Internationalist》. April 2001. 2009년 10월 8일에 원본 문서에서 보존된 문서. 2009년 10월 10일에 확인함.
6. 1 2  Ainger, Katharine (April 2001). “Empires of the Senseless”. 《New Internationalist》. 2009년 10월 12일에 원본 문서에서 보존된 문서. 2009년 10월 10일에 확인함.
7. ↑  Woodhull, Nancy J.; Snyder, Robert W., 편집. (2020년 3월 24일). 《Media Mergers》. doi:10.4324/9781351309363. ISBN 9781351309363.
8. 1 2  Straubhaar, Joseph, Robert LaRose, and Lucinda Davenport. Media Now: Understanding Media, Culture, and Technology. Wadsworth Pub Co, 2008. Print.
9. ↑  Petković, Brankica (2015). 《Media Integrity Matters: Understanding the Meaning of and Risks to Media Integrity》. Ljubljana: Peace Institute.
10. ↑  von Dohnanyi, Johannes (2003). “The Impact of Media Concentration on Professional Journalism”. 《Organization for Security and Co-operation in Europe》. 188–89쪽.
11. ↑  von Dohnanyi, Johannes (2003). “The Impact of Media Concentration on Professional Journalism”. 《Organization for Security and Co-operation in Europe》. 188–89쪽.
12. ↑  McChesney, R. (2001). “Global media, neoliberalism and imperialism”. 《Monthly Review》 52 (10): 1. doi:10.14452/MR-052-10-2001-03_1.
13. ↑  Baker, C. Edmund (2007). 《Media concentration and democracy: why ownership matters》. New York; Cambridge: Cambridge University Press. 3쪽.
14. ↑  Cooper, M. (2004). “Limits on Media Ownership Serve the Public Interest”. 《Television Quarterly》 34 (3/4).
15. 1 2  “Monitoring media pluralism in Europe : testing and implementation of the media pluralism monitor 2014” (PDF).
16. 1 2  A Free and pluralistic media to sustain European democracy. The report of the High Level Group on Media Freedom and Pluralism, European Commission, January 2013. Retrieved 14 June 2016.
17. ↑  Doyle, 2002: p. 22–23
18. ↑  Doyle, Gillian (2002). “What's "new" about the future of communications? An evaluation of recent shifts in UK media ownership policy” 24 (5).
19. ↑  Arab States Broadcasting Union. 2015. Arab Satellite Broadcasting Annual Report 2015. Available at <http://www.asbu.net/medias/ NewMedia_2016/text/asbu_report_2015. pdf>.
20. ↑  《World Trends in Freedom of Expression and Media Development Global Report 2017/2018》 (PDF). UNESCO. 2018. 202쪽.
21. ↑  European Broadcasting Union (EBU). 2015. Funding of Public Service Media 2015. Available at <https://www.ebu.ch/ publications/funding-of-public-servicemedia>.
22. 1 2  《World Trends in Freedom of Expression and Media Development Global Report 2017/2018》 (PDF). UNESCO. 2018. 202쪽.
23. ↑  Department of Broadband, Communications and the Digital Economy - Independent Media Inquiry 보관됨 2012-03-06 - 웨이백 머신
24. ↑  Stone, Andrew (2011년 8월 31일). “Farewell NZPA, hello three new news services”. 《The New Zealand Herald》. 2011년 8월 31일에 확인함.
25. ↑  O'Sullivan, Fran (2016년 5월 11일). “NZME, Fairfax in merger talks”. 《NZ Herald》 (New Zealand Herald).
26. ↑  “Stuff-NZME merger would lead to 'substantial reduction' of journalists, court says”. RNZ. 2018년 9월 26일.
27. ↑  Tom Pullar-Strecker (2020년 9월 7일). “Discovery takes 'bet on NZ' by buying television channel Three”. Stuff.
28. ↑  Jdrinnan@Xtra.Co.Nz @Zagzigger2, John Drinnan John Drinnan is the Media Writer for the New Zealand Herald (2011년 11월 11일). “TVNZ and Sky TV too cosy, says industry”. 《The New Zealand Herald》. 2016년 1월 9일에 확인함.
29. ↑  “Sky TV adds to customer base - Business - NZ Herald News”. 《NZ Herald》 (Nzherald.co.nz). 2001년 12월 22일. 2013년 4월 30일에 확인함.
30. ↑  Canadian Radio-television and Telecommunications Commission. “About the CRTC”. 2011년 11월 20일에 원본 문서에서 보존된 문서. 2011년 10월 23일에 확인함.
31. ↑  CBCNews (2011년 3월 11일). “Media convergence, acquisitions and sales in Canada”. 《CBC News》. 2011년 10월 24일에 확인함.
32. ↑  Marlow, Iain (2010년 9월 10일). “BCE-CTV deal remakes media landscape”. 《The Globe and Mail》 (Toronto). 2010년 9월 13일에 원본 문서에서 보존된 문서. 2010년 9월 11일에 확인함.
33. ↑  McCurry, Lawrence. “Web Exclusive: Media Guilty In G-20”. 《Articles – December 3, 2010》. Canadian Dimension. 2012년 1월 14일에 확인함.
34. 1 2 3  The Globe and Mail (2006년 6월 22일). “Review media mergers - Senate group urges Grant Robertson and Simon Tuck”. The Globe and Mail – republished by Friends of Canadian Broadcasting. 2018년 11월 18일에 원본 문서에서 보존된 문서. 2009년 10월 10일에 확인함.
35. 1 2 3  Standing Senate Committee on Transport and Communications (June 2006). “Final report on the Canadian news media”. Parliament of Canada. 2009년 10월 10일에 확인함.
36. ↑  “CBC: Feds must examine Irving media empire”. 2007년 10월 12일. 2016년 3월 24일에 확인함.
37. ↑  Venício A. de Lima (2003년 7월 1일).  Observatório da Imprensa, 편집. “Existe concentração na mídia brasileira? Sim” (포르투갈어). 2012년 4월 8일에 확인함.
38. ↑  Castro, D. (2003년 3월 10일). “TV fatura R$ 5,7 bi e cresce 6% em 2002”. 《Folha de S.Paulo》 (포르투갈어).
39. ↑  Ortiz, R.;  외. (1989).  Brasiliense, 편집. 《Telenovela-História e Produção》. São Paulo.
40. ↑  Schenkel, Laura (2006년 9월 12일).  Observatório da Imprensa, 편집. “Formação de monopólio da RBS em SC será questionada” (포르투갈어). 2013년 12월 12일에 원본 문서에서 보존된 문서. 2012년 4월 8일에 확인함.
41. ↑  Mick, Jacques; Lima, Samuel (2006년 8월 30일).  Agência Experimental de Jornalismo, 편집. “RBS e AN: os riscos da monopolização” (포르투갈어). 2012년 4월 8일에 확인함.
42. ↑  Amaral, R.; Guimarães, C. (1994).  Journal of Communications, 편집. 《Media Monopoly in Brazil》 44 4, Autumm판. 30–32쪽.
43. ↑  Amaral, R.; Guimarães, C. (1994).  Journal of Communications, 편집. 《Media Monopoly in Brazil》 44 4, Autumm판. 30쪽.
44. ↑  Herz, Daniel; Görgen, James; Osório, Pedro Luiz (2002년 3월 6일).  CartaCapital, 편집. “Quem são os donos” (PDF) (포르투갈어). 2011년 11월 13일에 원본 문서 (PDF)에서 보존된 문서. 2012년 4월 5일에 확인함.
45. ↑  UNESCO (편집.). “Freedom of Expression in Brazil”. 2012년 10월 16일에 확인함.
46. ↑  Magro, Maira (2011년 1월 3일).  Center for International Media Assistance, 편집. “Brazil's New Communications Minister Defends New Regulation”. 2013년 10월 29일에 원본 문서에서 보존된 문서. 2012년 10월 16일에 확인함.
47. ↑  Rosenfield, Denis (2012년 3월 27일). “Liberdade e regulação”. 《O Estado de S. Paulo》 (포르투갈어). 2012년 6월 1일에 원본 문서에서 보존된 문서. 2013년 1월 1일에 확인함.
48. ↑  Brant, João (2012년 5월 17일).  Maior, Carta, 편집. “FHC defende a regulação dos meios de comunicação” (포르투갈어). 2012년 10월 22일에 원본 문서에서 보존된 문서. 2012년 10월 16일에 확인함.
49. ↑  Mansur, Vinícius (2012년 5월 22일). “Assusta-me que FHC assuma a bandeira da regulação da mídia” (포르투갈어). Carta Maior. 2013년 1월 18일에 원본 문서에서 보존된 문서. 2013년 1월 1일에 확인함.
50. 1 2  Harcourt, Alison J. (September 1998). “EU Media Ownership Regulation: Conflict over the Definition of Alternatives”. 《Journal of Common Market Studies》 36 (3): 369–389. doi:10.1111/1468-5965.00115.
51. 1 2 3 4 5 6 7 8 9 10 11 12 13 14 15  Gálik, Mihály (2010). 〈Regulating Media Concentration within the Council of Europe and the European Union〉. 《Media Freedom and Pluralism: Media Policy Challenges in the enlarged Europe [online]》. CEUP collection. Budapest: Central European University Press. 229–244쪽. ISBN 9786155211850.
52. 1 2 3  Pisanò, Alessio (2010) Se il pluralismo scivola in fondo all’agenda Ue, Il Fatto Quotidiano, August 16, 2010
53. ↑  Alison Harcourt & Robert G. Picard (2009). “Policy, Economic, and Business Challenges of Media Ownership Regulation”. 《Journal of Media Business Studies》 6 (3): 1–17. doi:10.1080/16522354.2009.11073486.
54. ↑  “MPM 2015 Market Plurality Domain”. March 2016. 2017년 3월 15일에 원본 문서에서 보존된 문서. 2017년 3월 12일에 확인함.
55. ↑  《Media ownership: towards Pan-European groups?》. MAVISE.
56. 1 2  《Media ownership: towards Pan-European groups?》. MAVISE.
57. ↑  "Independent periodicals", Website of VLTAVA-LABE PRESS a.s. 보관됨 2월 6, 2010 - 웨이백 머신:
CV Týden, Tachovská Jiskra, Týdeník Domažlicko, Týdeník Chebsko, Týdeník Karlovarska, Týdeník Klatovska, Týdeník Sokolovska, Týdeník Vysočina, Týden u nás, Vyškovské noviny, Nový život, Slovácko, Znojemské noviny, Týdeník Ostrava, Region – Bruntálský, Region – Krnovské noviny, Region – Opavský a Hlučínský, Region – Karvinsko, Region – Havířsko, Region – Týdeník okresu Nový Jičín, Region – Frýdecko-Místecko, Prostějovský týden, Nové Přerovské, Hranický týden, Moravský sever, Slovácké noviny plus
58. ↑  Company structure on VLTAVA-LABE-PRESS's website 보관됨 2월 7, 2010 - 웨이백 머신
59. ↑  “Ročenka Unie vydavatelů 2007”. 2015년 10월 17일에 원본 문서에서 보존된 문서. 2016년 1월 9일에 확인함.
60. 1 2  Vltava-Labe-Press AS acquires a minority stake in Prvni Novinova Spolecnost from Czech Republic Thomson Financial Mergers & Acquisitions. 08-06-2001
61. ↑  Website of VLTAVA-LABE PRESS a.s. 보관됨 2009-04-30 - 웨이백 머신
62. ↑  The Czech media landscape - print media 보관됨 2011-03-25 - 웨이백 머신
63. ↑  Web page of MAFRA
64. ↑  “Ročenka Unie vydavatelů 2008”. 2022년 4월 1일에 원본 문서에서 보존된 문서. 2016년 1월 9일에 확인함.
65. 1 2  “The press in the Czech Republic”. 《BBC News》. 2005년 12월 10일. 2008년 12월 13일에 확인함.
66. ↑  Pre-workshop Report, Robert Schumann centre for Advanced Studies 보관됨 9월 29, 2011 - 웨이백 머신
67. 1 2 3  “Eurozine - The market takes all - Jaromír Volek Czech Republic: Playing the game of media trumps”. 2009년 3월 19일. 2016년 1월 5일에 원본 문서에서 보존된 문서. 2016년 1월 9일에 확인함.
68. ↑  “Rupert Murdoch BSkyB takeover gets government go-ahead”. 《BBC News》. 2011년 3월 3일.
69. ↑  Rajan, Amol (2018년 9월 24일). “Why Comcast wanted Sky so badly”. 《BBC News》 (영국 영어). 2020년 8월 22일에 확인함.
70. ↑  Brook, Stephen; Sweney, Mark (2009년 1월 21일). “Alexander Lebedev's Evening Standard takeover: Dacre announces sale to staff”. 《The Guardian》 (London). 2009년 1월 21일에 확인함.
71. ↑  “The Independent bought by Lebedev for £1”. 《BBC News》. 2010년 3월 25일. 2010년 3월 25일에 확인함.
72. ↑  
, Haaretz |제목=이(가) 없거나 비었음 (도움말)
73. ↑  Permisos y concesiones de televisión en México 보관됨 2011-08-24 - 웨이백 머신
74. ↑  Howard, Caroline (2016년 12월 12일). “Telecommunications: Mexico's New Reform | Americas Quarterly”. 《americasquarterly.org》. 2016년 12월 12일에 확인함.
75. ↑  Lutz, Ashley (2012년 6월 14일). “These 6 Corporations Control 90% Of The Media In America”. 《Business Insider》. 2016년 1월 9일에 확인함.
76. ↑  “News Corp officially splits in two”. 《BBC News》. 2013년 6월 28일. 2013년 6월 29일에 확인함.
77. ↑  Steiner, Tobias. “Under the Macroscope: Convergence in the US Television Market between 2000 and 2014”. 《academia.edu》. 2015년 8월 4일에 확인함.[깨진 링크(과거 내용 찾기)]
78. ↑  Herzog, C; Scerbinina, A (2020). “'Self-centered, self-promoting, and self-legitimizing': CNN's portrayal of media ownership concentration in the US”. 《Atlantic Journal of Communication》 29 (5): 328–344. doi:10.1080/15456870.2020.1779725.
79. 1 2  Howard, Caroline (2012년 10월 3일). “In depth: Media in Venezuela”. 《BBC News》 (영국 영어). 2016년 12월 12일에 확인함.